# كيم كليفورد
كيم كليفورد (بالإنجليزية: Kim Clifford)‏ هي ممثلة بريطانية، ولدت في 27 يناير 1961.

## وصلات خارجية
- كيم كليفورد على موقع IMDb (الإنجليزية)
- كيم كليفورد على موقع قاعدة بيانات الفيلم (الإنجليزية)